# Museo de Huesca

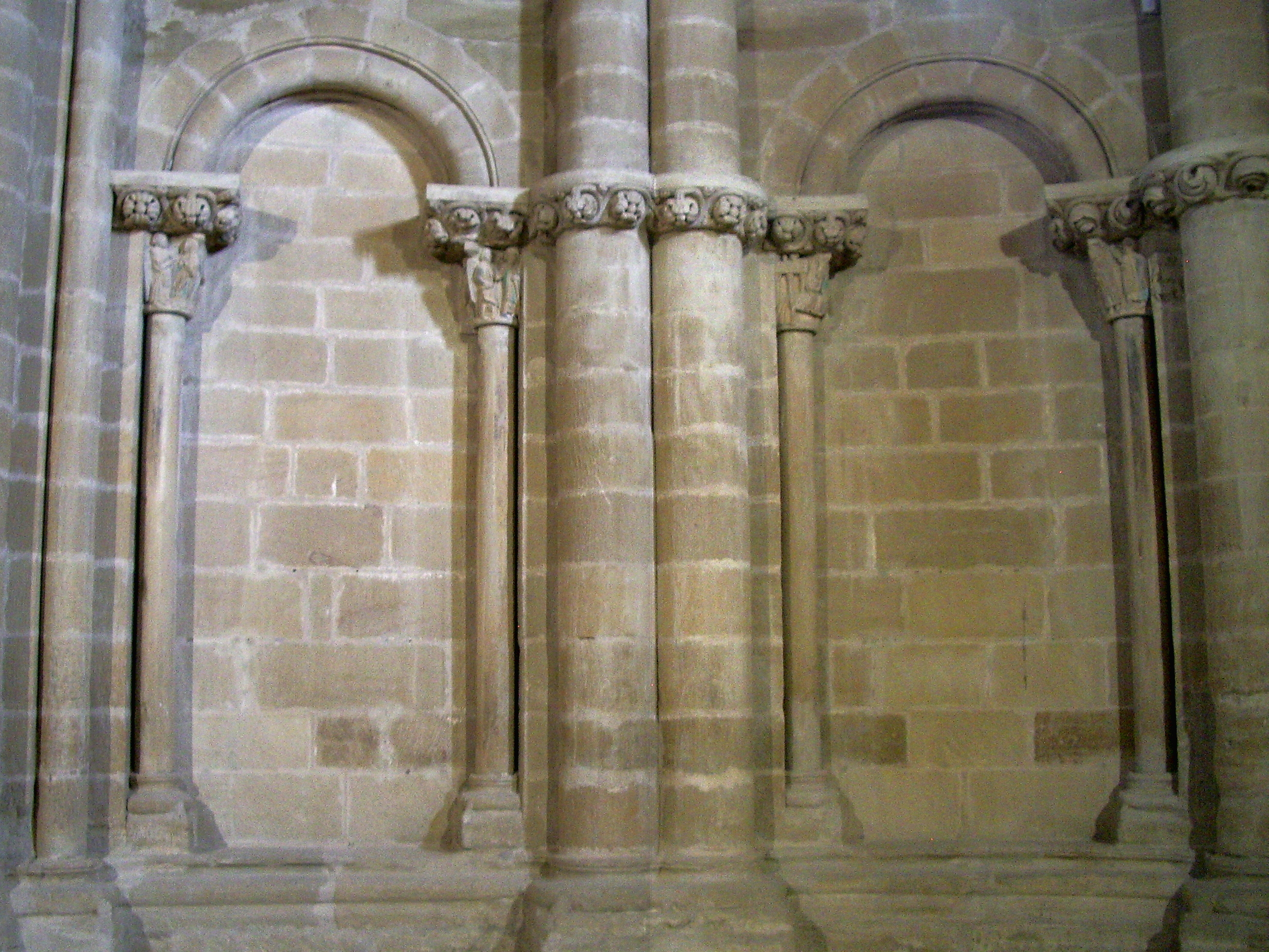
Sala de la reina Petronila, antiguo Palacio de los Reyes de Aragón

El Museo de Huesca, también conocido como Museo Arqueológico de Huesca, tiene su origen en la colección de obras de arte procedentes de los monasterios y conventos del Alto Aragón que fueron nacionalizadas a raíz de la desamortización de Mendizábal en 1835, de cuya custodia se encargó inicialmente la Comisión Provincial de Monumentos Históricos y Artísticos de Huesca a partir de su fundación en 1844. Con estas obras, otras colecciones de diversa procedencia, y gracias al apoyo del artista oscense Valentín Carderera, el Museo Artístico y Arqueológico de Huesca fue fundado en junio de 1873.
El museo es de titularidad estatal desde 1918, pero la gestión está transferida a la Comunidad Autónoma de Aragón.

## Situación y edificio
El museo se ubica en la plaza de la Universidad en el norte de la ciudad, cerca de la catedral y del ayuntamiento. Los fondos primitivos reunidos por la citada Comisión Provincial de Monumentos se trasladaron en 1846 al Colegio Mayor de Santiago, sede primitiva de la institución hasta 1967, año en que se instala en su sede actual compuesta por dos edificaciones: la Universidad Sertoriana de Huesca, de estilo barroco articulada en torno a un patio de planta octogonal, obra realizada en 1690 por el arquitecto oscense Francisco de Artiga, y el anejo Palacio de los Reyes de Aragón, construido en el siglo XII y en el que se encuentran el Salón del Trono, la Sala de la Campana, donde se sitúa la leyenda de la Campana de Huesca, y la Sala de la reina Petronila.

## Colecciones
El Museo cuenta actualmente con ocho salas de exposición permanente, de recorrido lineal, y con las estancias del Palacio de los Reyes destinadas a exposiciones temporales o a otras actividades públicas culturales. Dispone también de tienda, taquillas y de una zona de descanso.
Su contenido se distribuye en dos secciones que abarcan las dos amplias vertientes temáticas que vienen a coincidir con la denominación originaria que se le aplicó al museo en los tiempos de su fundación: la Arqueología y las Bellas Artes que resumen la historia de la provincia de Huesca desde la prehistoria hasta el siglo XX.
Además de la exposición física, desde la página web del Museo de Huesca se da acceso al catálogo en línea CER.es donde se puede obtener información y documentación gráfica de una parte importante de las colecciones del museo que forma parte de la Red Digital de Colecciones de Museos de España. También pueden consultarse fondos de la colección en otras plataformas de difusión como Hispana, Europeana y en Google Art Project. En el apartado Colecciones que viajan se pueden consultar los préstamos que la institución realiza para exposiciones temporales fuera del museo.
Asimismo, en la página web del museo se accede a varios itinerarios temáticos que permiten otras visiones de la exposición permanente como son El mundo funerario en el Museo de Huesca y dos itinerarios centrados en género: Arqueología y mujer y Arte y mujer.

### Arqueología
Se exponen objetos de la Edad de Piedra, de la Edad del Bronce y la Edad del Hierro; piezas íberas, romanas y cerámicas, así como un tejido islámico de gran calidad, el Tiraz de Colls. También piezas de excepción como las encontradas en Coscojuela de Fantova, Binéfar o La Puebla de Castro, además del patrimonio de pinturas rupestres visibles en el territorio oscense.

### Bellas Artes
Se expone pintura y escultura desde el siglo XII hasta el siglo XX. La pintura del siglo XV y siglo XVI está representada, entre otras obras, por el tríptico flamenco de La Virgen de la Rosa, destaca también la Virgen del Rosario de Miguel Jiménez y cuatro tablas del maestro de Sijena, obras punteras del renacimiento aragonés. Además de con una importante representación de pintura barroca, el museo cuenta con obras de notables pintores aragoneses como Francisco de Goya, Ramón Bayeu, Félix Lafuente y Ramón Acín. La figura de Valentín Carderera, gran impulsor del museo, se halla representada en un retrato de Federico de Madrazo.

## Actividades
El Museo de Huesca también cuenta con actividades para familias y escolares que lleva a cabo la asociación cultural oscense El Laboratorio del Arte. Las primeras buscan fomentar el interés por el arte a través de actividades enfocadas a aprender divirtiéndose en familia. Las segundas son actividades didácticas para escolares de Infantil, Primaria, Secundaria y Bachillerato adaptadas al desarrollo curricular de los alumnos. 

## Investigación
El museo dispone de una biblioteca que supera los 16.000 volúmenes y 47.000 artículos extraídos de revistas y publicaciones periódicas que abarcan todos los periodos artísticos desde la Prehistoria hasta nuestros días y que ofrece servicio de consulta en sala en las propias instalaciones, así como un servicio de información bibliográfica y de atención a investigadores libre y gratuito previa petición. Además de sus fondos bibliográficos, el Museo de Huesca pone a disposición de los estudiosos las piezas de sus colecciones para consultas dirigidas a trabajos de investigación.
Por otro lado, el museo cuenta con un área de restauración que realiza los trabajos de estudio, documentación, conservación preventiva y restauración de los bienes culturales de la institución.

## Galería

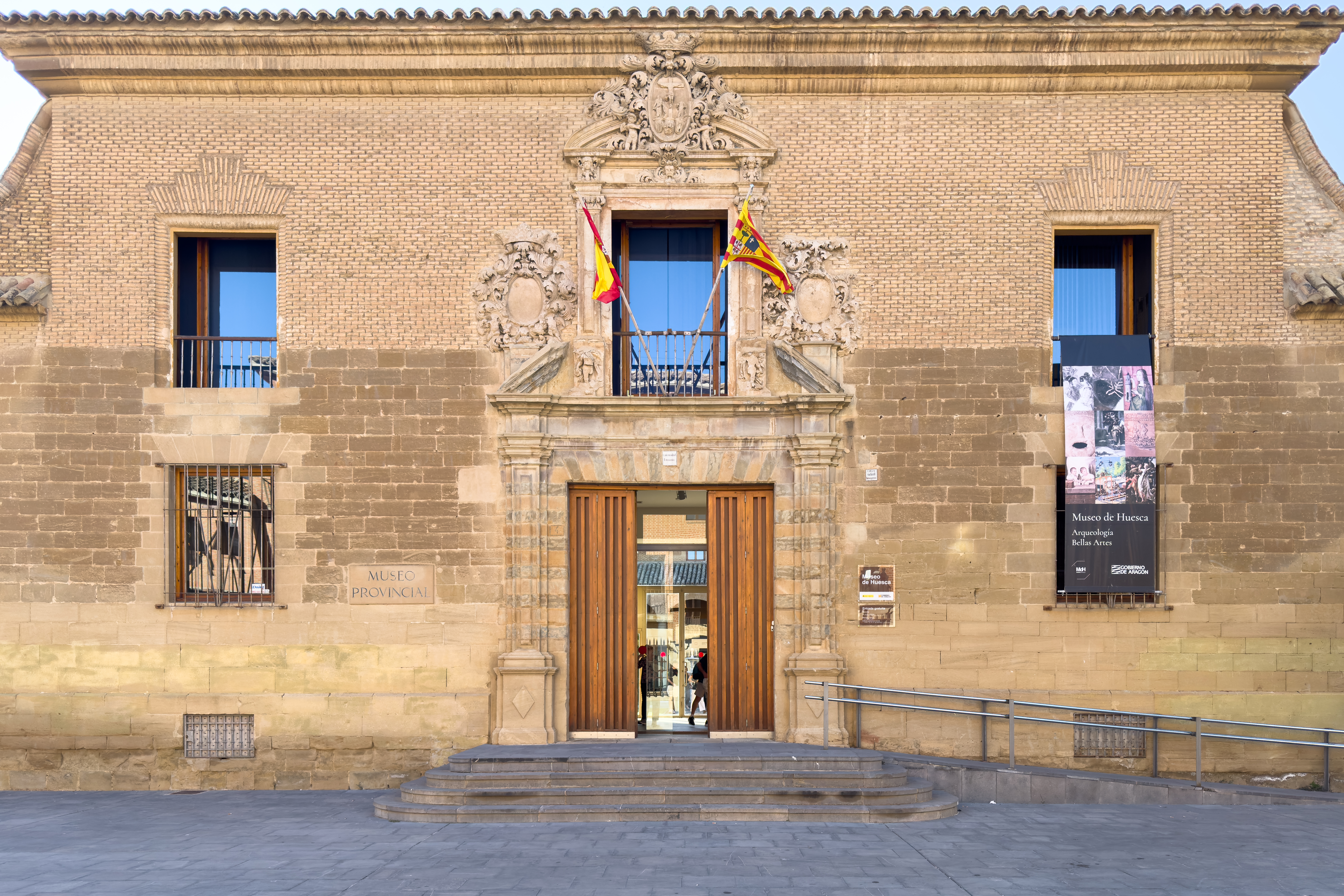
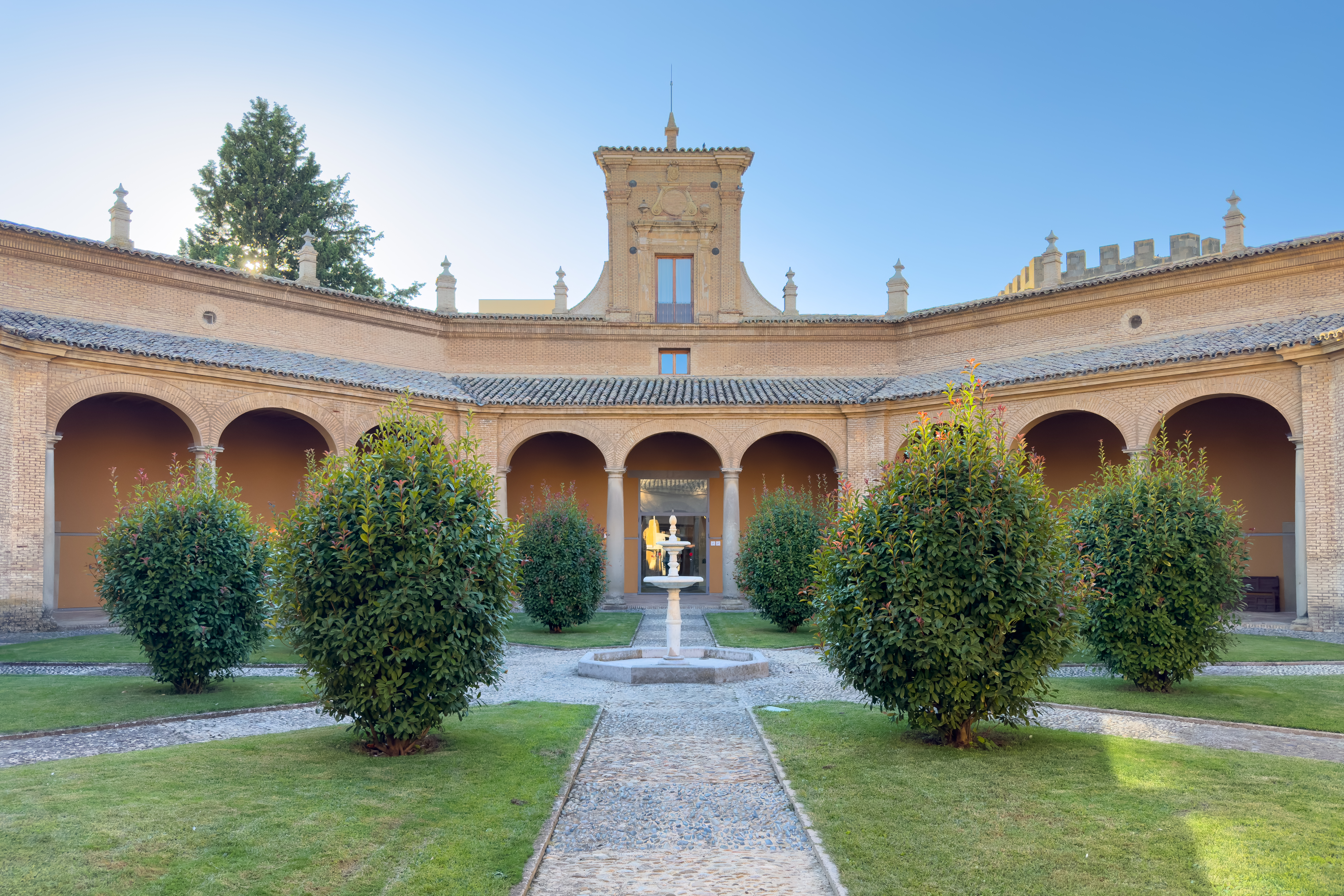
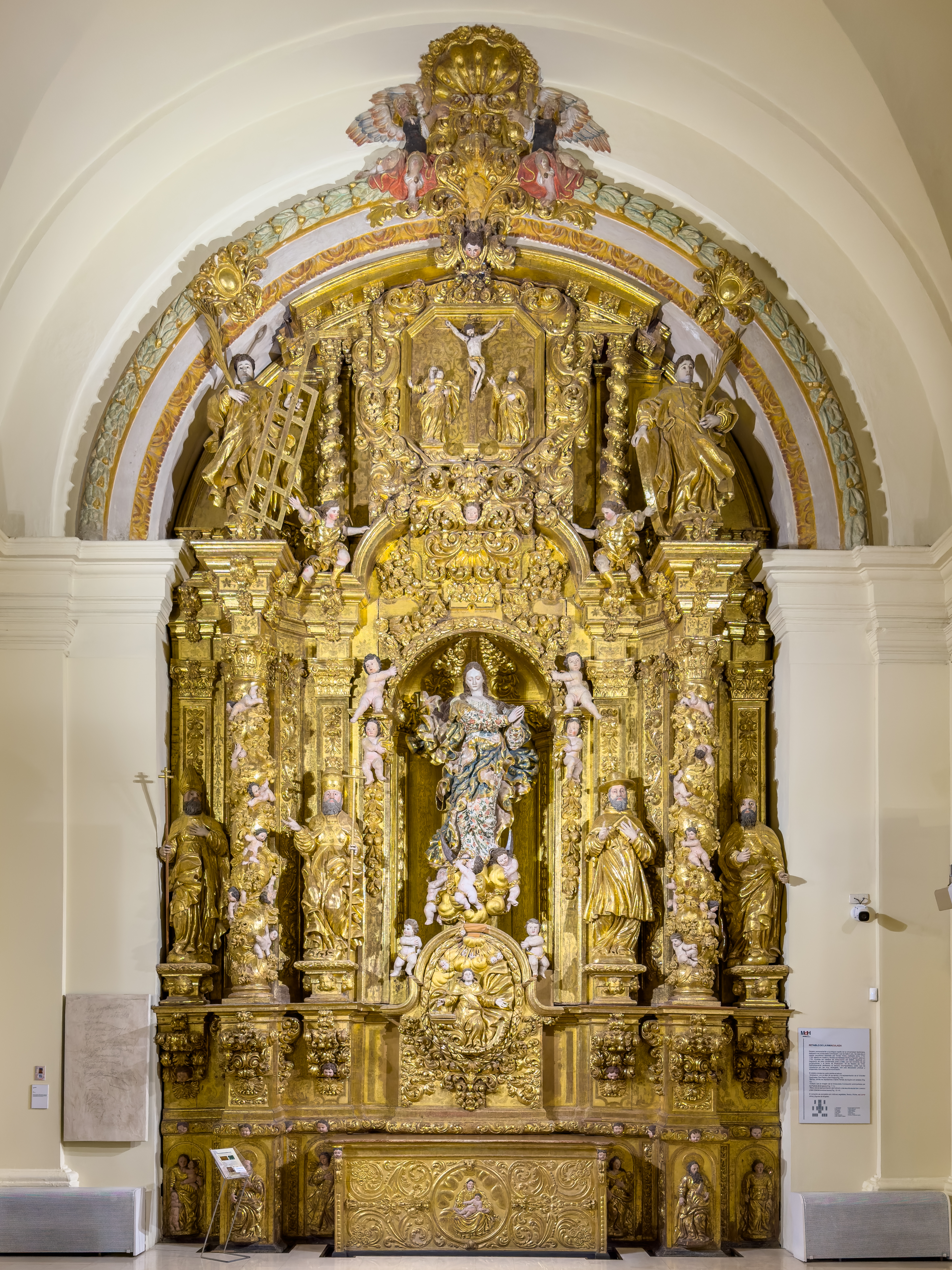
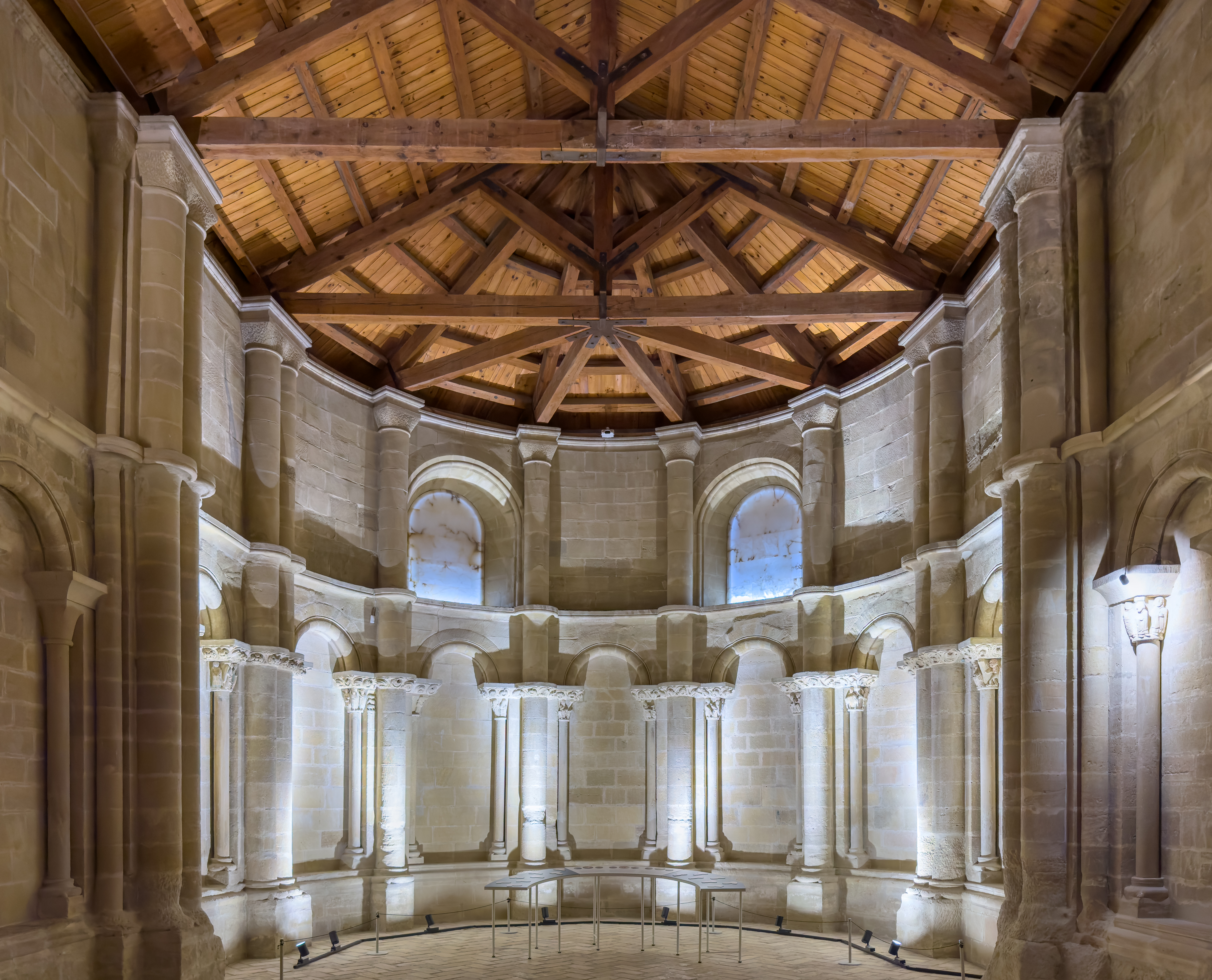